# 화채
화채(花菜)는 일종의 음료이다. 꿀이나 설탕을 탄 오미자 국물, 딸기 우유 국물에 과일을 썰어 넣고 꽃잎이나 잣을 띄운 음료이다. 대표적인 종류로 오미자화채와 제호탕이 있다.

## 종류
- 수단
- 수박화채
- 오미자화채
- 원소병
- 유자화채
- 진달래화채

## 같이 보기
- 오미자
- 딸기
- 우유